# 劲量

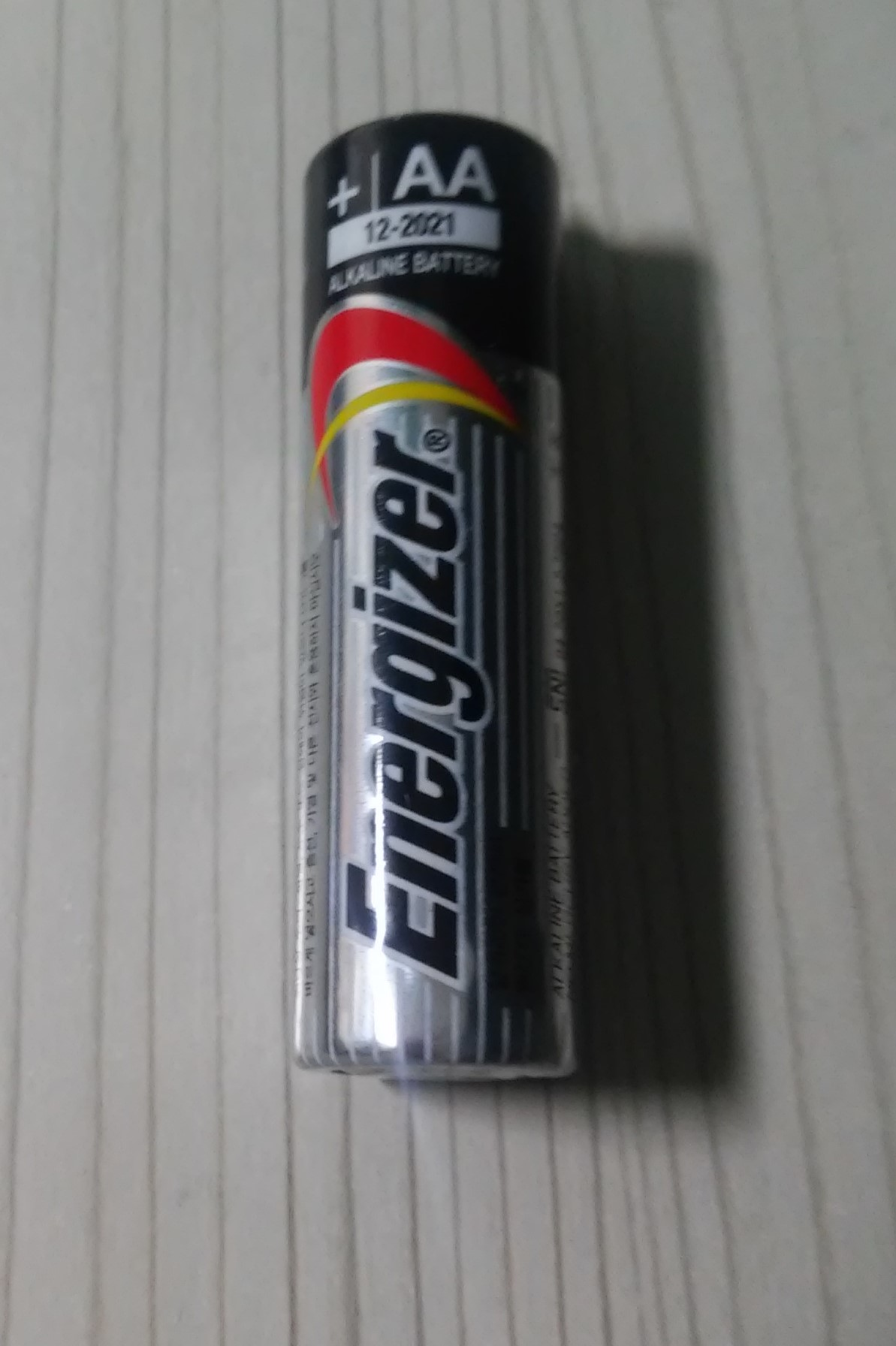
劲量电池

劲量（Energizer）是美国的电池、行動電源和手电筒品牌，1896年於密蘇里州成立，2003年併購舒適牌刮鬍刀（Schick），总部位于美国密苏里州城鄉，其主要传统对手是。

## 外部連結
- 维基共享资源上的相關多媒體資源：劲量
- Energizer （页面存档备份，存于）
- Energizer的Facebook專頁
- Energizer的X（前Twitter）
- Energizer的Instagram帳戶
- YouTube上的Energizer頻道